# 田林细子龙
田林细子龙（学名：Amesiodendron tienlinensis）为无患子科细子龙属下的一个种。

## 扩展阅读
- 維基物種上的相關：田林细子龙